# Абдулла Алі Султан
Абдулла Алі Султан (араб. عبدالله سلطان, нар. 1 жовтня 1963) — еміратський футболіст, що грав на позиції захисника за клуб «Аль-Халідж», а також національну збірну ОАЕ.

## Клубна кар'єра
У дорослому футболі дебютував 1985 року виступами за команду клубу «Аль-Халідж», кольори якої і захищав протягом усієї своєї кар'єри гравця, що тривала одинадцять років. 

## Виступи за збірну
Протягом 1985–1990 років був гравцем національної збірної ОАЕ, провів у її формі 6 ігор.
У складі збірної брав участь у кубку Азії 1984 року в Сінгапурі, кубку Азії 1988 року в Катарі, а також чемпіонату світу 1990 року в Італії. На мундіалі відіграв два матчі, а команда не змогла подолати груповий етап.